# توكريح (أديس)
توكريح هي إحدى مشيخات المملكة المغربية، تتبع جغرافيا لإقليم طاطا وإداريًا لأديس. يقدر عدد سكانها بـ 1088 نسمة حسب الإحصاء الرسمي للسكان والسكنى لسنة 2004.